# Біг-Скай (Монтана)
Біг-Скай (англ. Big Sky) — переписна місцевість (CDP) в США, в округах Ґаллатін і Медісон штату Монтана. Населення — 3591 особа (2020).

## Географія
Біг-Скай розташований за координатами 45°15′23″ пн. ш. 111°19′55″ зх. д. / 45.25639° пн. ш. 111.33194° зх. д. (45.256381, -111.331994).  За даними Бюро перепису населення США в 2010 році переписна місцевість мала площу 311,40 км², з яких 310,85 км² — суходіл та 0,55 км² — водойми.

### Клімат
Громада знаходиться у зоні, котра характеризується вологим континентальним кліматом з теплим літом. Найтепліший місяць — липень із середньою температурою 19 °C (66.2 °F). Найхолодніший місяць — січень, із середньою температурою -5.7 °С (21.8 °F).
| Клімат Біг-Ская         | Клімат Біг-Ская | Клімат Біг-Ская | Клімат Біг-Ская | Клімат Біг-Ская | Клімат Біг-Ская | Клімат Біг-Ская | Клімат Біг-Ская | Клімат Біг-Ская | Клімат Біг-Ская | Клімат Біг-Ская | Клімат Біг-Ская | Клімат Біг-Ская | Клімат Біг-Ская |
| Показник                | Січ.            | Лют.            | Бер.            | Квіт.           | Трав.           | Черв.           | Лип.            | Серп.           | Вер.            | Жовт.           | Лист.           | Груд.           | Рік             |
| Абсолютний максимум, °C | 18,3            | 17,8            | 23,9            | 28,3            | 32,8            | 35,6            | 40,6            | 37,2            | 35              | 31,1            | 22,8            | 17,2            | 40,6            |
| Середній максимум, °C   | −0,2            | 2               | 5,9             | 12,1            | 17,3            | 22              | 27,4            | 26,8            | 20,7            | 14,2            | 5,7             | 0,9             | 12,9            |
| Середня температура, °C | −5,7            | −3,7            | 0               | 5,6             | 10,4            | 14,7            | 19              | 18,3            | 12,9            | 7,3             | 0,1             | −4,4            | 6,2             |
| Середній мінімум, °C    | −11,2           | −9,3            | −5,9            | −0,9            | 3,6             | 7,3             | 10,6            | 9,7             | 5,1             | 0,5             | −5,4            | −9,7            | −0,4            |
| Абсолютний мінімум, °C  | −37,8           | −41,7           | −32,8           | −23,3           | −8,9            | −3,3            | −1,1            | −3,3            | −11,1           | −23,3           | −32,2           | −37,8           | −41,7           |
| Норма опадів, мм        | 22              | 18              | 34              | 48              | 73              | 74              | 35              | 32              | 44              | 39              | 28              | 22              | 470             |
| Днів з опадами          | 9               | 8               | 10              | 11              | 13              | 13              | 9               | 8               | 8               | 8               | 8               | 8               | 113             |
| Днів зі снігом          | 8,7             | 7,4             | 9               | 6,7             | 2,2             | 0,3             | 0               | 0               | 0,7             | 2,9             | 7,4             | 8,8             | 54,1            |
| ----------------------- | --------------- | --------------- | --------------- | --------------- | --------------- | --------------- | --------------- | --------------- | --------------- | --------------- | --------------- | --------------- | --------------- |
| Джерело: Weatherbase    |                 |                 |                 |                 |                 |                 |                 |                 |                 |                 |                 |                 |                 |

## Демографія
Згідно з переписом 2010 року, у переписній місцевості мешкало 2308 осіб у 1019 домогосподарствах у складі 502 родин. Густота населення становила 7 осіб/км².  Було 3442 помешкання (11/км²).
Расовий склад населення:
| - 95,0 % — білих - 1,1 % — азіатів - 0,6 % — чорних або афроамериканців - 0,3 % — корінних американців - 0,2 % — вихідців з тихоокеанських островів - 1,0 % — осіб інших рас |

До двох чи більше рас належало 1,7 %. Частка іспаномовних становила 3,4 % від усіх жителів.
За віковим діапазоном населення розподілялося таким чином: 15,5 % — особи молодші 18 років, 76,9 % — особи у віці 18—64 років, 7,6 % — особи у віці 65 років та старші. Медіана віку мешканця становила 35,0 року. На 100 осіб жіночої статі у переписній місцевості припадало 130,3 чоловіків;  на 100 жінок у віці від 18 років та старших — 132,0 чоловіків також старших 18 років.
Середній дохід на одне домашнє господарство  становив 89 114 долари США (медіана — 76 188), а середній дохід на одну сім'ю — 110 718 доларів (медіана — 90 000). Медіана доходів становила 50 486 доларів для чоловіків та 36 818 доларів для жінок. За межею бідності перебувало 12,8 % осіб, у тому числі 10,2 % дітей у віці до 18 років та 0,0 % осіб у віці 65 років та старших.
Цивільне працевлаштоване населення становило 1623 особи. Основні галузі зайнятості: мистецтво, розваги та відпочинок — 41,5 %, будівництво — 16,6 %, роздрібна торгівля — 9,9 %, фінанси, страхування та нерухомість — 8,3 %.